# St. Martin (Zipplingen)

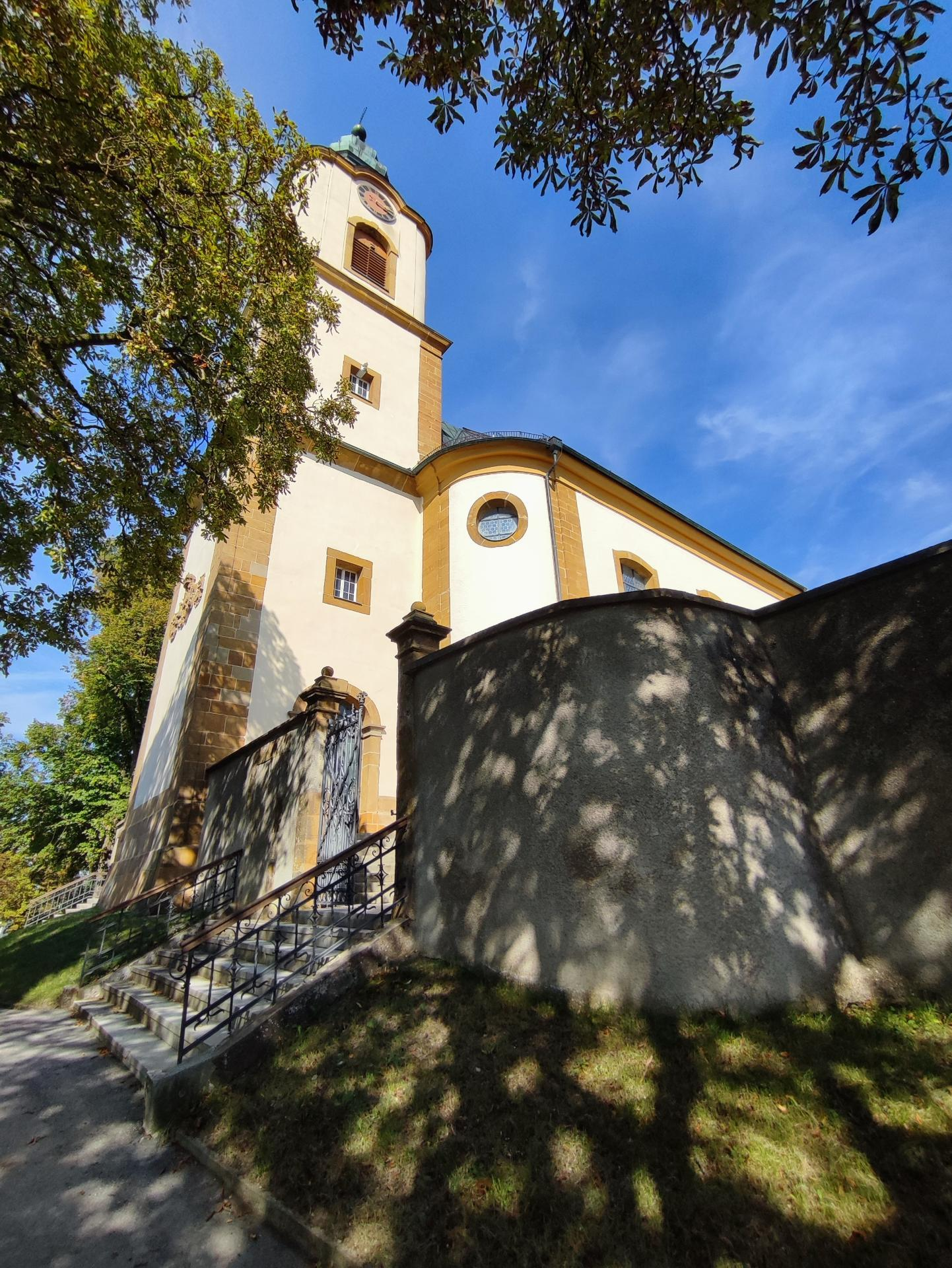
St. Martin in Zipplingen

Die römisch-katholische Pfarrkirche St. Martin ist ein geschütztes Kulturdenkmal nach dem Denkmalschutzgesetz. Sie steht in Zipplingen, einem Ortsteil der Gemeinde Unterschneidheim im Ostalbkreis von Baden-Württemberg. Die Kirchengemeinde gehört zur Diözese Rottenburg-Stuttgart. Kirchenpatron ist Martin von Tours.

## Beschreibung
Die Saalkirche wurde von 1761 bis 1765 unter der Schirmherrschaft des Deutschen Ordens nach einem Entwurf von Matthias Binder anstelle des romanischen Vorgängerbaus errichtet und 1971/72 erneuert. Sie besteht aus einem Langhaus mit drei Achsen, einem eingezogenen Chor im Osten und einem Kirchturm im Westen, in dessen Glockenstuhl fünf Kirchenglocken hängen. Der Innenraum des Langhauses, in dessen Westen eine zweigeschossige Empore eingebaut wurde, ist mit einem Muldengewölbe überspannt. Im Innenraum des Chors steht ein barocker Hochaltar, dessen Altarretabel mit der Darstellung vom heiligen Martin von Johann Georg Dieffenbrunner stammt. Außerdem gestaltete er 1765 die Deckenmalerei. Ferner wird ihm der Werkzyklus über die Passion Jesu zugeschrieben. Die Orgel stammt von der Familie Egedacher.